# Твахтман, Джон Генри
Джон Генри Твахтман (Туоктмен, Туа́ктман, (англ. John Henry Twachtman; 4 августа 1853, Цинциннати — 8 августа 1902 Глостер, Массачусетс) — американский художник, работавший в жанрах тонализма и импрессионизма.

## Биография
Твахтман начал изучать живопись под руководством Фрэнка Дювенека. В 1875 году он, подобно и другим молодым американским художникам, уезжает для продолжения образования в Европу. Обучался в Мюнхенской Академии изящных искусств, затем жил в Венеции. Писал преимущественно пейзажи.
После недолгого пребывания в США художник вновь приезжает в Европу. Он продолжает своё обучение в Париже (в 1883-85 годах). Здесь оттачивается мастерство Твахтмана, владение цветом со всеми его оттенками. В 1886 мастер возвращается на родину и живёт на ферме близ Гринвича в штате Коннектикут. Сама ферма, её дом, сад и огород многократно отражены в пейзажных полотнах Твахтмана, на которых художник создаёт свой индивидуальный, импрессионистский стиль.
С 1889 года и до самой смерти Твахтман преподавал живопись на курсах Художественной Студенческой лиги. Входил в созданную в 1897 году в Нью-Йорке импрессионистскую группу Десять американских художников.
Умер 8 августа 1902 года в Глостере. Похоронен на городском кладбище Oak Grove Cemetery.

## Галерея

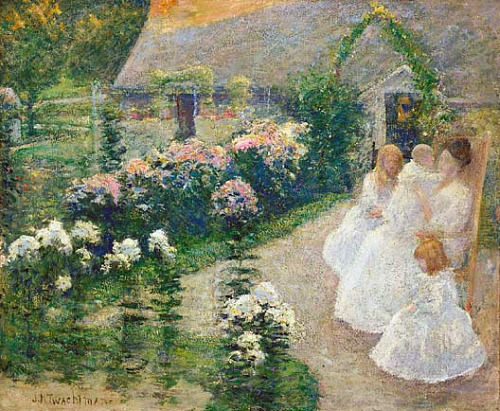
На террасе (1890).
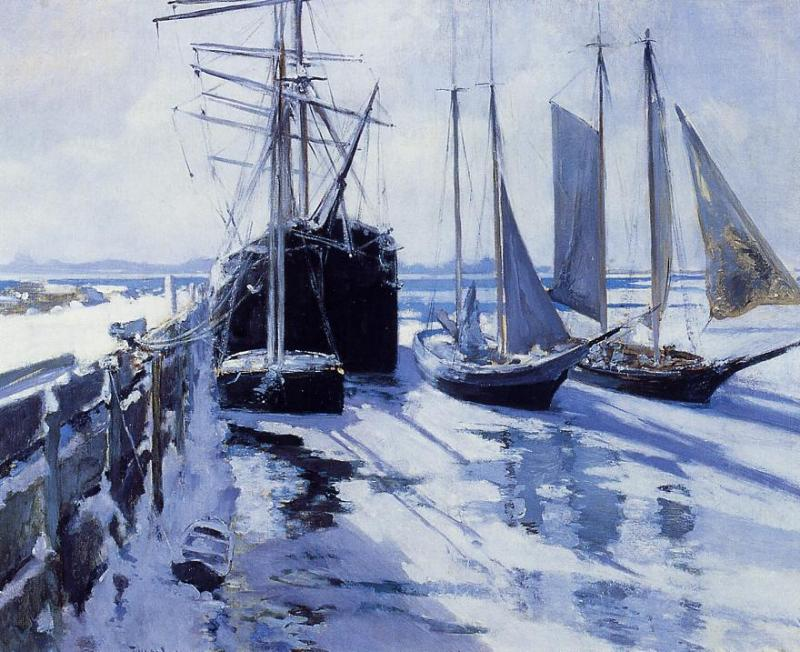
Зима в Коннектикуте.
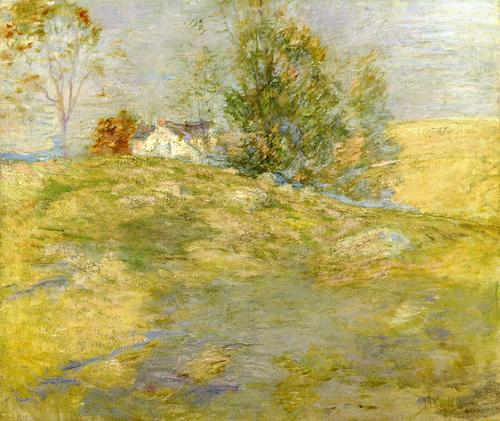
Дом художника в Гринвиче осенью (1890).
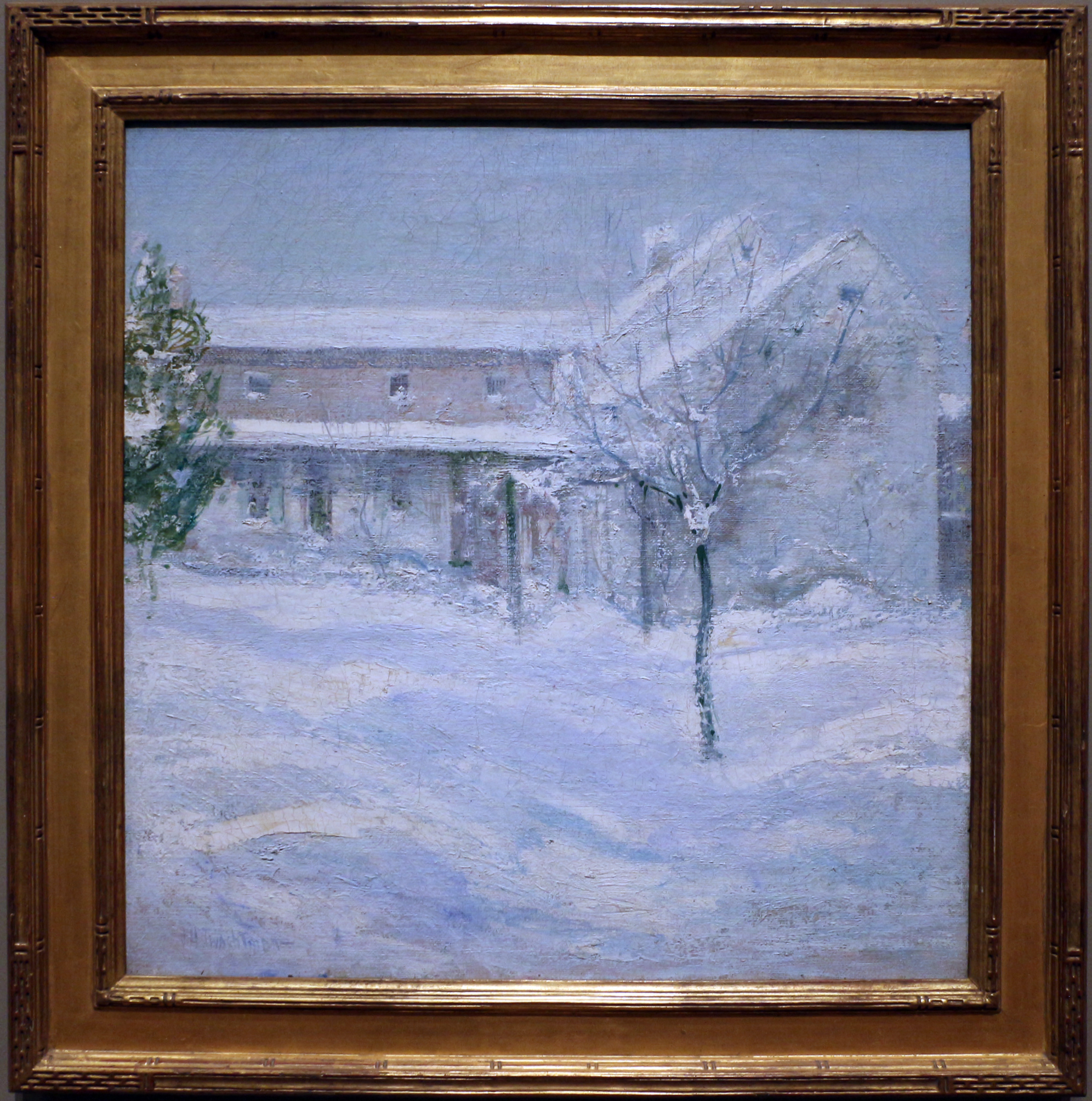
Старый дом.
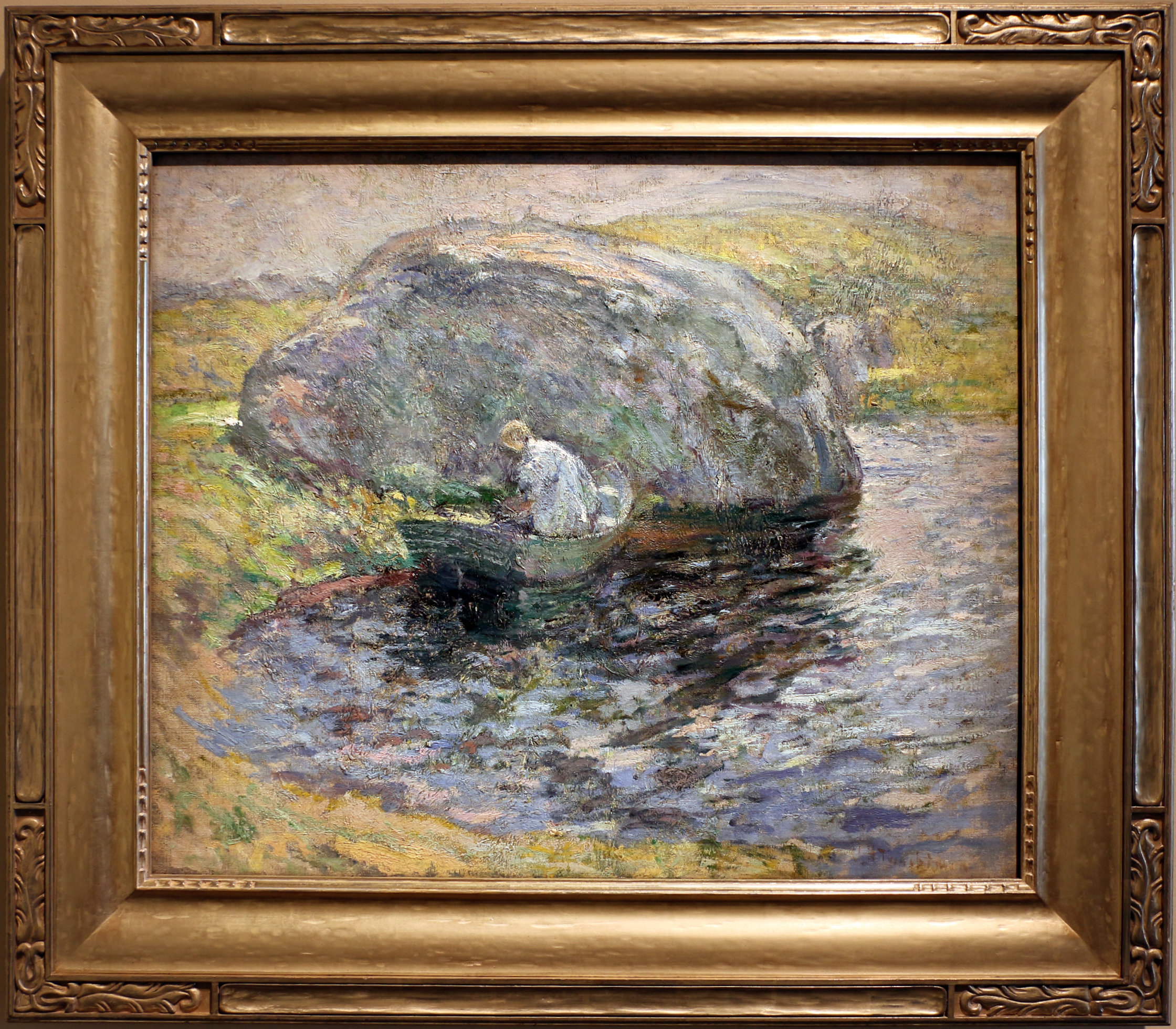
Летний день.
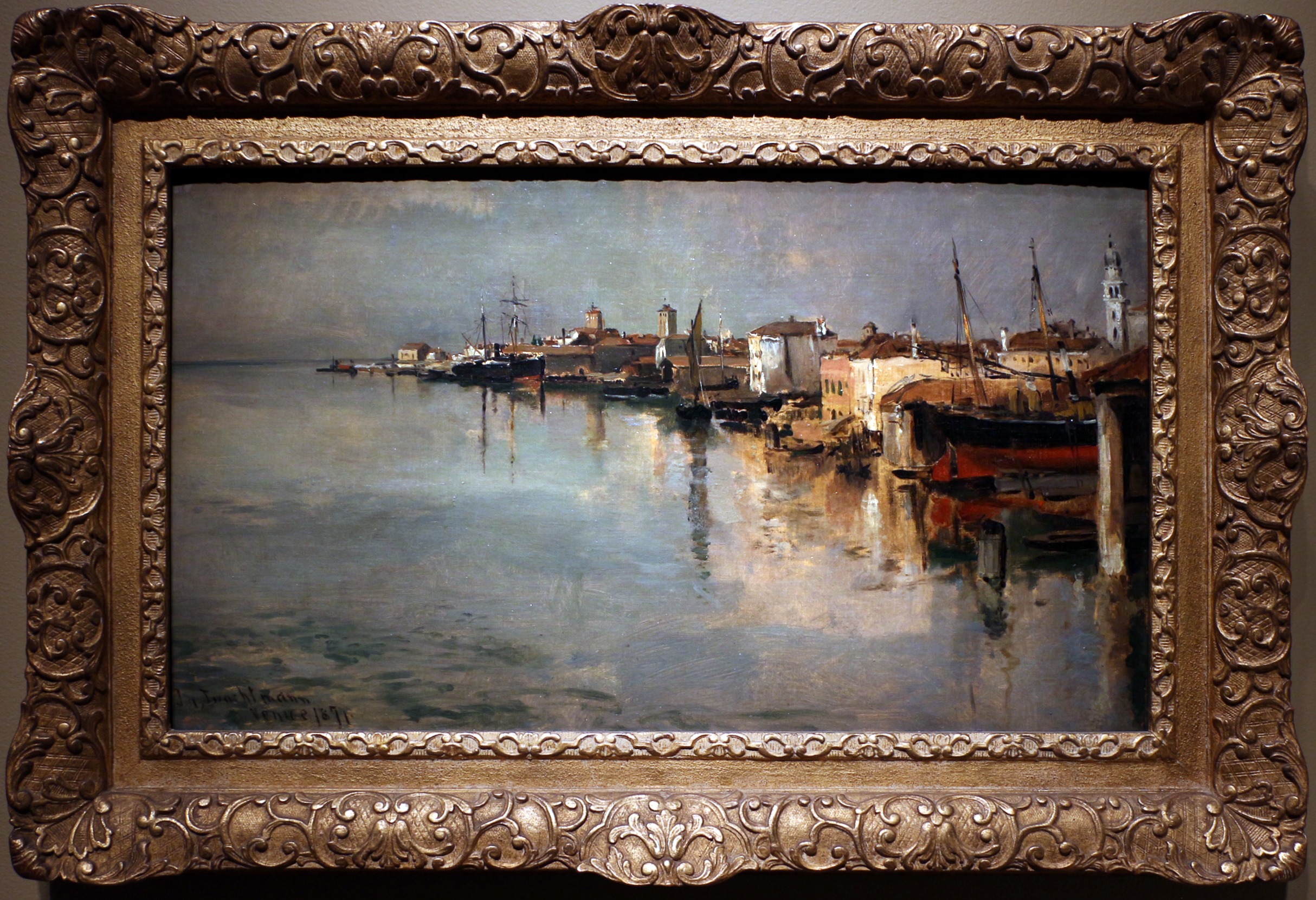
Вид Венеции.
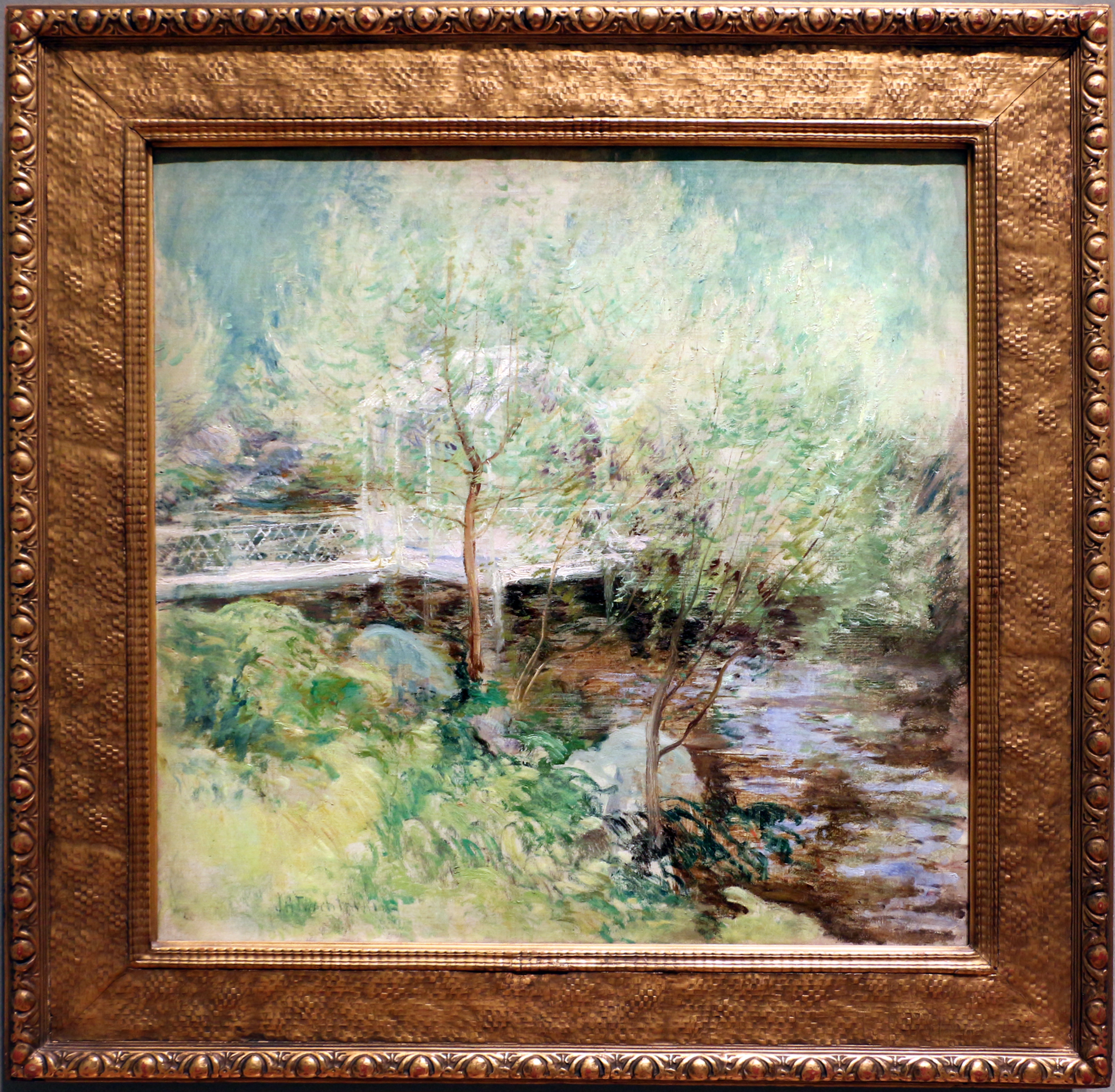
Белый мост.
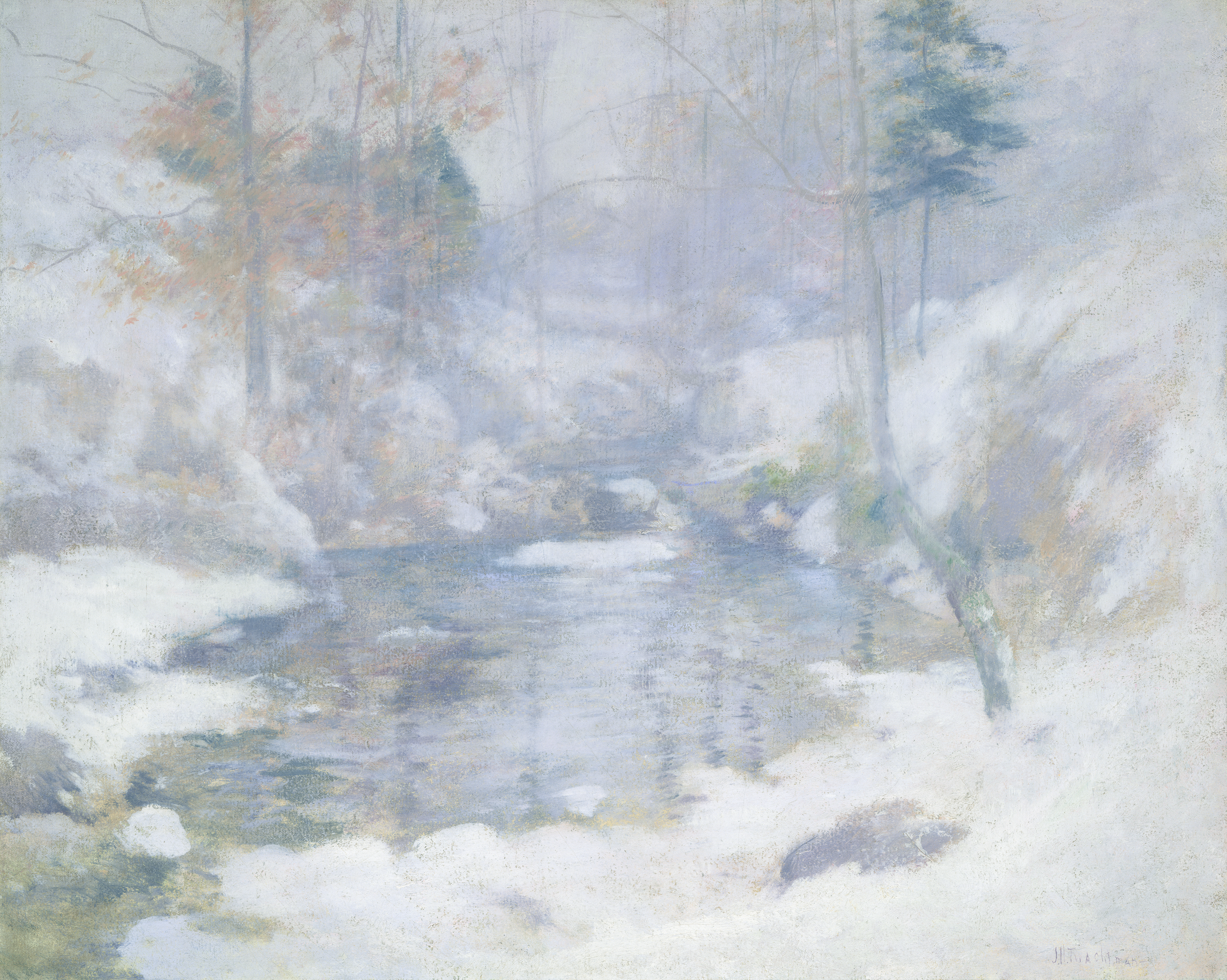
Зимняя гармония.
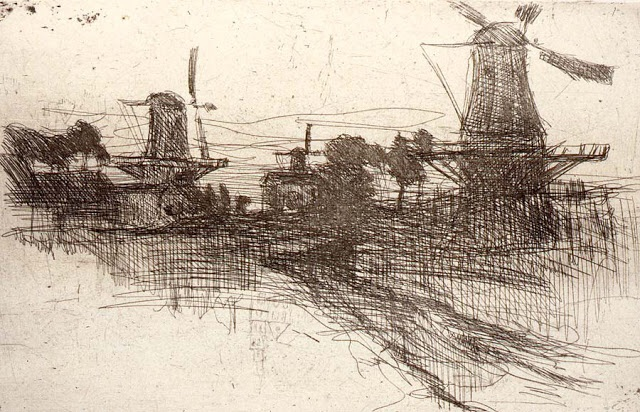
Вечер в Дордрехте.
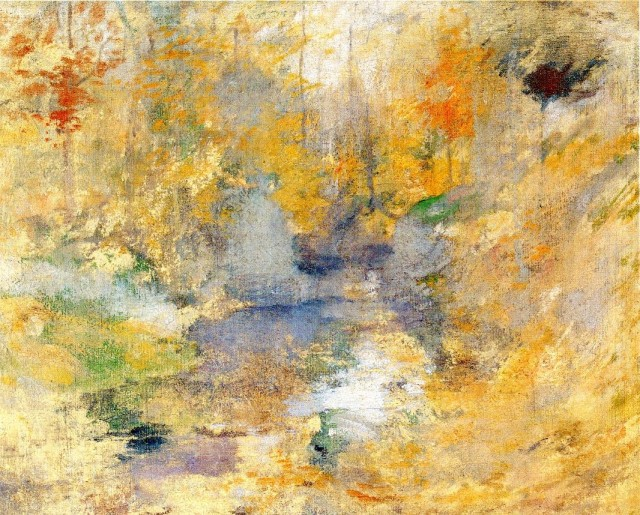
Пруд Хэмлок. Осень.
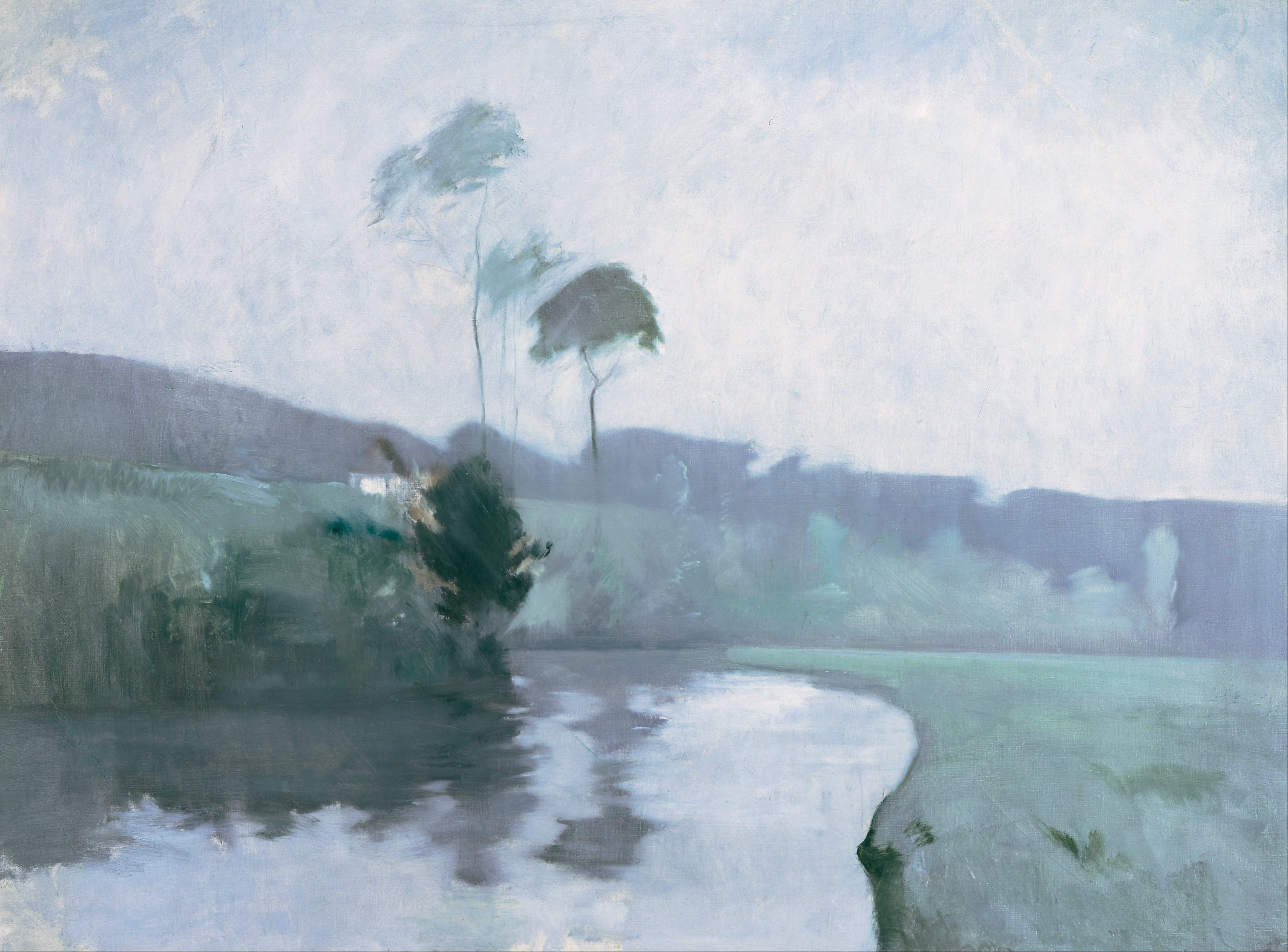
Весенняя пора.
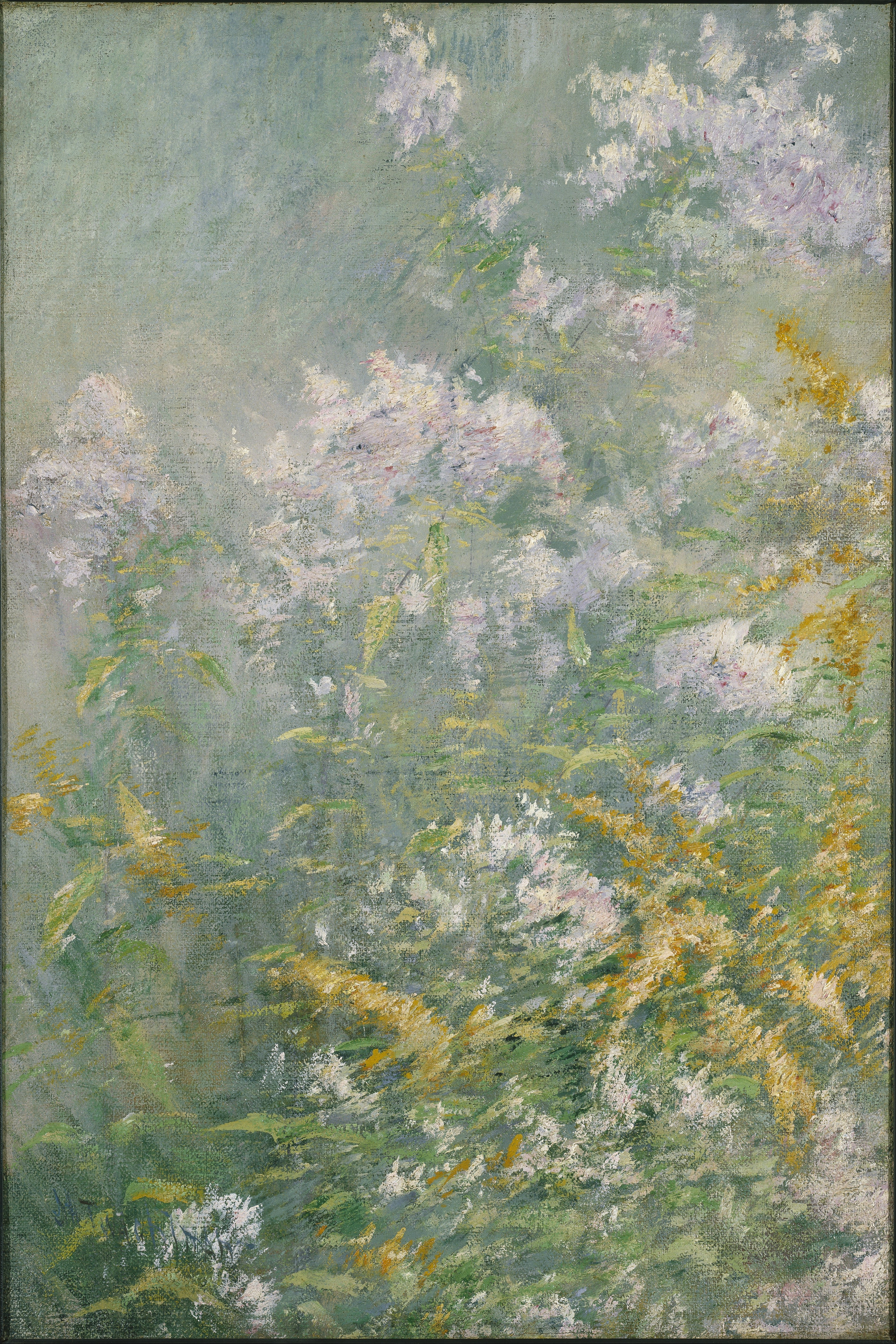
Луговые цветы.
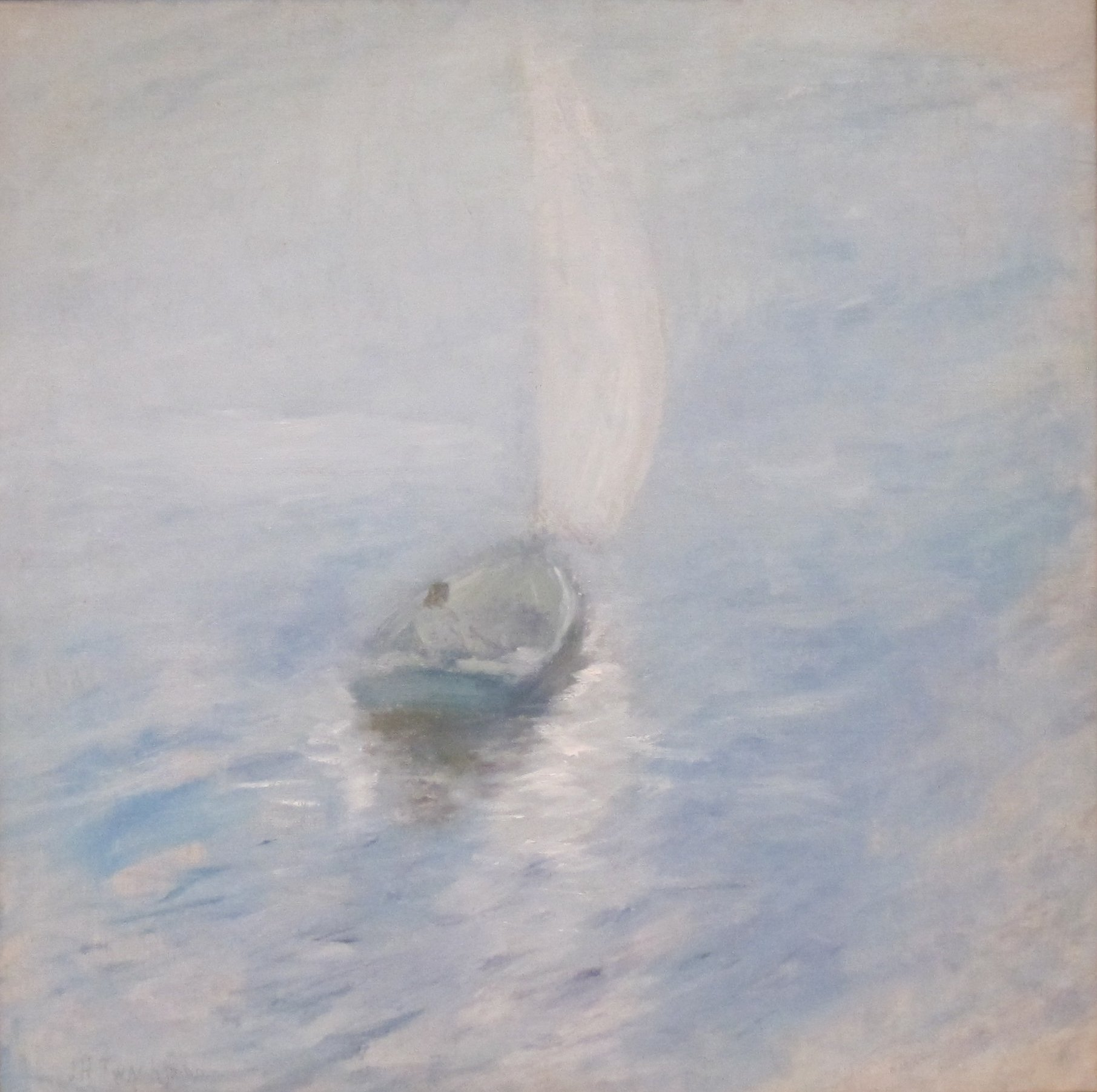
Плавание в тумане.